# Heinz-Albert Heindrichs
Heinz-Albert Heindrichs (* 15. Oktober 1930 in Brühl; † 12. März 2021 in Gelsenkirchen) war ein deutscher Komponist, Lyriker, Zeichner und Märchenforscher.

## Leben
Heinz-Albert Heindrichs studierte 1952 bis 1957 Germanistik und Musik- und Kunstwissenschaft an der Universität Bonn sowie Dirigieren und Komposition an der Musikhochschule Köln  zunächst bei Rudolf Petzold, dann bei Frank Martin. Er schrieb „an die 300 Bühnen-, Hörspiel- und auch Filmmusiken“, 1957 bis 1961 als Leiter der Schauspielmusik am Essener, ab 1961 am Wuppertaler Theater „und dann freischaffend bis 1972“. 1970 bis 1996 war er Professor für Musik und Komposition an der Universität Essen. Er verfasste Gedichte „im Widerstand gegen die Vereinnahmung im Kulturbetrieb“ und befasste sich mit Musiktheorie, der Interpretation neuer Musik und Synästhesie.
Außerdem forschte er über das Märchen; zu diesem Thema richtete er zusammen mit seiner Frau Ursula Heindrichs internationale Kongresse der Europäischen Märchengesellschaft aus.
Mit seiner Frau war er jahrzehntelang in der Erwachsenenbildung tätig. So gestalteten sie von 1994 bis 2018 die „Pfingsttagungen“ der Tagungsstätte Die Hegge. Die Tagungen thematisierten insbesondere „das  Zusammenwirken von Musik und Dichtung immer wieder neu“.
Heinz-Albert Heindrichs lebte seit 1960 in Gelsenkirchen, wo er im März 2021 im Alter von 90 Jahren starb.

## Ausgabe derGesammelten Gedichte
Die Bände erschienen von 2008 bis 2018 im Rimbaud Verlag, Aachen. Sie tragen jeweils den Untertitel „Gedichte“. Die Gedichtzyklen „enthalten je sieben mal sieben Gedichte“; Ausnahmen bilden die Frühen Gedichte und der Band Heimsucht • Fernweh, der aus „2 x 55 Gedichte[n]“ besteht.
- Bd. I: Traumschutt • In der Kelter. 2010. [Entstanden 1963–1967.] ISBN 978-3-89086-515-7
- Bd. II: Fort von wo • Verloren die Form. 2010. [Entstanden 1966–1967 und 1972–1974.] ISBN 978-3-89086-502-7
- Bd. III: Honigklavier • Vor der Stille. 2008. [Entstanden 1972–1980.] ISBN 978-3-89086-547-8
- Bd. IV: Unter dem Horizont • Weil es dich gibt. 2008. [Entstanden 1972–1980.] ISBN 978-3-89086-536-2
- Bd. V: Aus der Rosenschlucht • Über die Lichtung. 2009. [Entstanden 1975–1989.] ISBN 978-3-89086-529-4
- Bd. VI: Du nicht zu halten • Weißt du das Wort. 2009. [Entstanden 1975–1989.] ISBN 978-3-89086-528-7
- Bd. VII: Die Nonnensense. Laut- und Unsinnsgedichte. 2008. [Entstanden 1995–2002.] ISBN 978-3-89086-535-5
- Bd. VIII: An mich • Flugpost. 2009. [Entstanden 1991–1995.] ISBN 978-3-89086-527-0
- Bd. IX: Atem für Atem • Von Jahr zu Jahr. 2009. [Entstanden 1996–2001.] ISBN 978-3-89086-523-2
- Bd. X: Erinnern Erwarten • Je dunkler es wird. 2009. [Entstanden 2000–2004.] ISBN 978-3-89086-521-8
- Bd. XI: Verhüllte Sonne • Blühender Staub. 2010. [Entstanden 2005–2009.] ISBN 978-3-89086-503-4
- Bd. XII: Über uns in uns • Vor niemandes Ort. 2010. [Entstanden 2005–2009.] ISBN 978-3-89086-504-1
- Bd. XIII: Gezählte Tage • Im freien Fall. 2012. [Entstanden 2009–2011.] ISBN 978-3-89086-456-3
- Bd. XIV: Frühe Gedichte. 2012. [Entstanden 1938–1952 mit Ausnahme von zwei Gedichten aus den Jahren 1998 und 2001; enthält die Zyklen „Lieder im Frühling“ (1945–1946), „Aber schweigt der Wald“ (1947), „Lieder im Herbst“ (1947–1948), „Geronnen die Form“ (1948), „Rubin“ (1948–1950) und „Gesang der Frühe“ (1951–1952).] ISBN 978-3-89086-455-6
- Bd. XV: Coda I • Coda II. 2013. [Entstanden Januar bis Oktober 2012.] ISBN 978-3-89086-441-9
- Bd. XVI: Sterngefieder • Die Ferne so nah. 2014. [Entstanden 2013.] ISBN 978-3-89086-407-5
- Bd. XVII: Grün vor Blau • Über die Grenze. 2015. [Entstanden 2014/15.] ISBN 978-3-89086-371-9
- Bd. XVIII: Miteinander • Wer weiß wohin. 2017. [Entstanden Herbst 2015 bis August 2016.] ISBN 978-3-89086-349-8
- Bd. XIX: Heimsucht • Fernweh. 2018. [Entstanden Herbst 2017 bis Sommer 2018.] ISBN 978-3-89086-317-7

## Einzelveröffentlichungen (Auswahl)

### Lyrik
- Zikadenmusik. Gedichte und No-tationen. Edition Xylos, Gelsenkirchen 1978, DNB 790064243.
  - Vom Autor durchgesehene Neuausgabe mit einem einführenden Text von Heiner Stachelhaus und aktualisierten biographischen Angaben, herausgegeben von Marcellus M. Menke: Books on Demand, Norderstedt 2017, ISBN 978-3-7448-9334-3.
- Musikgedichte. Düsseldorf / Altenberg 1986 [Sonderdruck zum vierzigjährigen Bestehen der Werkgemeinschaft Musik].
- Weil es dich gibt. Liebesgedichte. Edition Xylos, Gelsenkirchen 1988. ISBN 3-921812-27-5.
- Siebenbuch [1972–1990]. Bitter, Recklinghausen 1991 [enthält die Zyklen „Mein Honigklavier – Musikgedichte“, „Vor der Stille – Zeitgedichte“, „Unter dem Horizont – Augengedichte“, „Weil es dich gibt – Liebesgedichte“, „Aus der Rosenschlucht – Nacht- und Traumgedichte“, „Über die Lichtung – Naturgedichte“ und „Weißt du das Wort – Sprachgedichte“]. ISBN 3-7903-0449-2.
- Frühbuch [1963–1989]. Bitter, Recklinghausen 1992 [enthält die Zyklen „Traumschutt“, „In der Kelter“, „Verloren die Form“ und „Alpha“; das Spätbuch, das Frühbuch und Siebenbuch zum „Triptychon“ ergänzen sollte, erschien bislang nicht]. ISBN 3-7903-0478-6.

### Ausstellungskataloge
- Entgrenzungen. Bilder, Musik, Gedichte. [Katalog zur Ausstellung im Maternushaus.] Künstler-Union, Köln 2014, DNB 1056944773.

### Selbstkommentare
- Verdichtete Kindheit. In: Thomas Bücksteeg und Heinrich Dickerhoff (Hrsg.): Märchenkinder – Kindermärchen (= Veröffentlichung der Europäischen Märchengesellschaft. Band 24). Hugendubel, Kreuzlingen/München 1999, ISBN 3-424-01504-0, S. 40–51.
- Nachwort. In: Heinz-Albert Heindrichs: Frühe Gedichte (= Gesammelte Gedichte. Bd. XIV). Rimbaud, Aachen 2012, ISBN 978-3-89086-455-6, S. 144–148.
- [15 Texte.] In: Heinz-Albert Heindrichs: Linien und Punkte. Texte von Heinz-Albert Heindrichs, sowie ausgewählte Beiträge von Heiner Stachelhaus, Georg Scherer, Peter Rose, Martin Feltes, Johannes K. Glauber, Hans Jörg Loskill, Bernd Aulich, Anneliese Knorr, Jürgen Kisters, Otto Betz, Elias Betz, Marcellus M. Menke und Ursula Heindrichs (= Edition HIC<). BoD – Books on Demand, Norderstedt 2019, ISBN 978-3-7386-4712-9.

### Herausgegebenes
- Märchen, die Brücken bauen. [Zusammen mit Ursula Heindrichs und Harlinda Lox.] Königsfurt-Urania, Krummwisch bei Kiel 2010, ISBN 978-3-86826-021-2. [15 Märchen, ausgewählt und kommentiert von: Ute Ahlert, Otto Betz, Monika Boguslawski, Christel Bücksteeg, Heinrich Dickerhoff, Katalin Horn, Ingrid Jacobsen, Jürgen Janning, Linde Knoch, Harlinda Lox, Catharina Lüggert, Sigrid Schmidt, Erika Taube, Mensah Wekenon Tokponto, Irmgard Wiemer.]

## Kompositionen (Auswahl)
- Erstes Liederbuch (1954, nach Texten von Litaipe, Sappho, Langston Hughes).[10]
- Liederbücher II–VIII (1979–1985) nach Gedichten von Ilse Aichinger, Ingeborg Bachmann, Paul Celan, Ivan Goll, Ernst Meister, Nelly Sachs, Jesse Thoor und anderen.[10]
- Salut für Kuzorra. Für Stimmen, Orchester und Tonband (1991)[11]

## Auszeichnungen
- 1954: Kölner Kompositionspreis (Lindströmpreis), „hauptsächlich für das Erste Liederbuch“[3]
- 1957 Nominierung für den Bundesfilmpreis (für die Filmmusik zu Geheimnis der Etrusker)[12]
- 1958: Brüsseler Kammermusikpreis „fürs zweite Streichquartett“[3]
- 2001: Europäischer Märchenpreis
- 2001: Bundesverdienstkreuz 1. Klasse[13]